# Visconde de Passos
Visconde de Passos é um título nobiliárquico criado por D. Pedro V de Portugal, por Decreto de 24 de Abril de 1861, em favor de Beatriz Passos Manuel.
Titulares
1. Beatriz Passos Manuel, 1.ª Viscondessa de Passos.